# Sonisphere Festival
Das Sonisphere Festival ist ein Musikfestival, bei dem vorwiegend Bands aus den Bereichen Metal und Hard Rock auftreten. Es wird im Gegensatz zu üblichen Musikfestivals nicht jedes Jahr an einem bestimmten Ort abgehalten, sondern geht mit verschiedenen Bands international auf Tournee.

## Geschichte
Das Festival wird von Stuart Galbraith und dessen Firma Kilimanjaro organisiert. Galbraith organisierte unter anderem in den frühen 80er Jahren das Monsters-of-Rock-Festival und seit 2003 dessen Nachfolger, das Download-Festival im Donington Park, England. 2008 kündigte Galbraith ein Festival mit ähnlicher Ausrichtung wie das Download-Festival an. Bereits zum damaligen Zeitpunkt waren zwei oder drei internationale Standorte angedacht.

### 2009
Im Jahr 2009 fand das Festival in verschiedenen europäischen Orten als eintägiges Festival statt: Nijmegen (Niederlande), am Hockenheimring (Deutschland), Barcelona (Spanien), Hultsfred (Schweden), Pori (Finnland) und Knebworth (England). Die Premiere war das Festival im Goffert Park im holländischen Nijmegen am 20. Juni 2009.
Zu den Bands, die 2009 bei der Erstausgabe des Sonisphere dabei waren, zählen:
| Land                   | Stadt      | Ort                              | Datum | Headliner |
| ---------------------- | ---------- | -------------------------------- | ----- | --- |
| Niederlande            | Nijmegen   |                                  |       | Metallica, Slipknot, Korn, Down, Lamb of God, Kamelot, Pendulum |
| Deutschland            | Hockenheim | Hockenheimring Baden-Württemberg |       | Metallica, Die Toten Hosen, The Prodigy, Anthrax, In Extremo, Down, Lamb of God, Mastodon, Five and the Red One |
| Spanien                | Barcelona  |                                  |       | Metallica, Slipknot, Lamb of God, Mastodon, Down, Machine Head, Gojira, Soziedad Alkoholika, The Eyes |
| Schweden               | Hultsfred  |                                  |       | Metallica, Adept, Cradle of Filth, Dead by April, Primal Scream, Lamb of God, Mastodon, Meshuggah, Machine Head, The (International) Noise Conspiracy, The Cult, The Hives |
| Finnland               | Pori       |                                  |       | Metallica, Linkin Park, Machine Head, Turisas, Saxon, Lamb of God, Mastodon, Diablo, Nicole, Los Bastardos Finlandeses |
| Vereinigtes Königreich | Knebworth  | Knebworth House                  |       | Apollo Stage: Samstag: Linkin Park, Heaven & Hell, FACT, Anthrax, Taking Back Sunday, Alien Ant Farm Sonntag: Metallica, Nine Inch Nails, Limp Bizkit, Machine Head, Lamb of God, Killing Joke, Buckcherry Saturn Stage: Samstag: Bullet for My Valentine, Airbourne, The Used, Björn Again, Skindred, Soil Sonntag: Avenged Sevenfold, Alice in Chains, Feeder, Mastodon, Saxon, Paradise Lost |

Metallica, Mastodon und Lamb of God traten bei allen sechs 2009er-Festivals auf.

### 2010

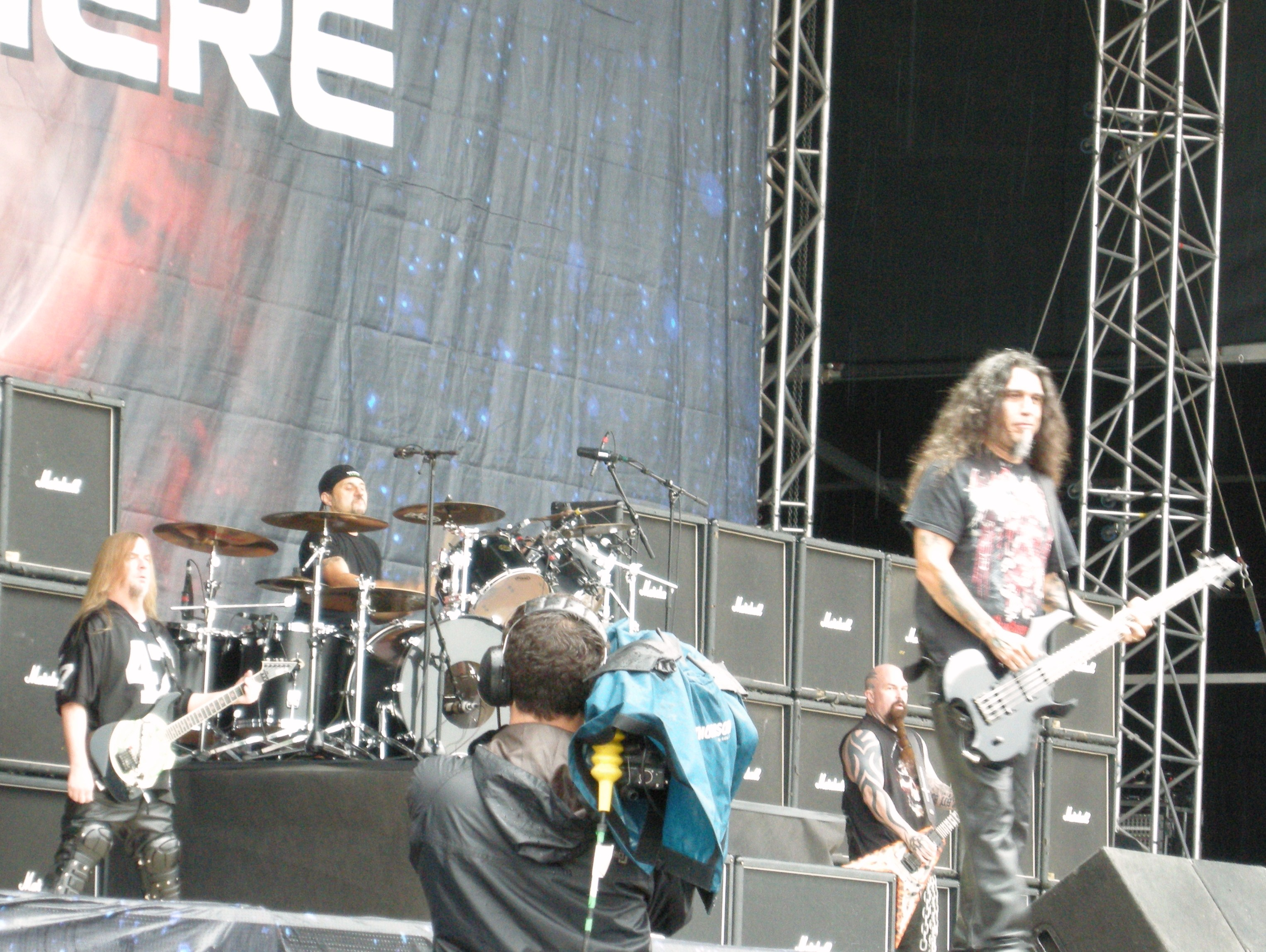
Slayer beim Sonisphere Festival in Stockholm, Schweden, 2010

2010 folgten, neben einem auf drei Tage erweiterten Festival in Großbritannien, Veranstaltungen in der Schweiz und der Türkei sowie in Rumänien, Bulgarien, Finnland, Griechenland, Schweden, Spanien, Tschechien und Polen. In Deutschland und Holland fand 2010 kein Sonisphere-Festival statt. Unter den Künstlern, die für die 2010er-Ausgabe angekündigt wurden, waren mit Rammstein, Iron Maiden, Alice Cooper, Mötley Crüe, Motörhead oder Iggy & The Stooges erneut bekannte Hardrock- und Metalbands vertreten. Metallica, Megadeth, Slayer und Anthrax spielten im Rahmen des Sonisphere Festival am 15. Juni erstmals gemeinsam als „The Big Four of Thrash“ in Polen auf einem Festival. Die Aufnahme des Auftritts am 22. Juni 2010 im Wassil-Lewski-Nationalstadion in Sofia wurde live in 450 Kinos in den USA und in weiteren 350 Kinos in Europa, Kanada und Lateinamerika übertragen sowie als Konzert-DVD/Blu-Ray mit dem Titel The Big Four Live from Sofia, Bulgaria veröffentlicht. Gemeinsam spielten die vier Bands bei dem Auftritt den Song Am I Evil? von der Band Diamond Head.
| Land                   | Stadt              | Ort                           | Datum                | Headliner |
| ---------------------- | ------------------ | ----------------------------- | -------------------- | --- |
| Polen                  | Warschau           | Bemowo Airport                | 16. Juni             | Metallica, Megadeth, Slayer, Anthrax, Behemoth |
| Schweiz                | Jonschwil          | Degenau                       | 18. Juni             | Metallica, Megadeth, Slayer, Anthrax, Rise Against, Motörhead, Stone Sour, Alice in Chains, Bullet for My Valentine, As I Lay Dying, Atreyu, Hellyeah, DevilDriver, Smoke Blow, Dear Superstar, 3 Inches of Blood, Amon Amarth, Volbeat |
| Tschechien             | Milovice nad Labem | Airport                       | 19. Juni             | Metallica, Megadeth, Slayer, Anthrax, Rise Against, Stone Sour, Alice in Chains, Therapy?, Fear Factory, Volbeat, DevilDriver, Debustrol, Panic Cell, Shogun Tokugawa |
| Bulgarien              | Sofia              | Wassil-Lewski-Nationalstadion | 22.–23. Juni         | 22. Juni: Metallica, Megadeth, Slayer, Anthrax, Bastardolomey 26. Juni: Rammstein, Manowar, Alice in Chains, Stone Sour, Skre4 |
| Griechenland           | Athen              | Terra Vibe Park               | 24. Juni             | Metallica, Megadeth, Slayer, Anthrax, Stone Sour, Bullet for My Valentine, Suicidal Angels |
| Rumänien               | Bukarest           | Romexpo                       | 25.–27. Juni         | Freitag: Manowar, Volbeat, Accept, Paradise Lost, Orphaned Land Samstag: Metallica, Megadeth, Slayer, Anthrax, Vita de Vie Sonntag: Rammstein, Alice in Chains, Stone Sour, Anathema, Luna Amara |
| Türkei                 | Istanbul           | Inönü-Stadion                 | 25.–27. Juni         | Metallica, Megadeth, Slayer, Anthrax, Rammstein, Accept, Manowar, Alice in Chains, Stone Sour, Volbeat, Hayko Cepkin, Pentagram, Foma, Blacktooth, Gren, Ete Kurttekin |
| Spanien                | Madrid             | Getafe                        | 9.–10. Juni          | Rammstein, Megadeth, Slayer, Anthrax, Faith No More, Alice in Chains, Bullet for My Valentine, Coheed and Cambria, Saxon, Suicidal Tendencies, Soulfly, Meshuggah, Deftones, Hamlet, Headcharger, Volbeat |
| Vereinigtes Königreich | Knebworth          | Knebworth House               | 30. Juli – 1. August | Apollo Stage: Samstag: Rammstein, Placebo, Good Charlotte, Papa Roach, Anthrax, Lacuna Coil, Family Force Five Sonntag: Iron Maiden, Pendulum, Alice in Chains, Slayer, Skindred, Madina Lake, Karnivool Saturn Stage: Freitag: Alice Cooper, Gary Numan, Europe, Turisas, Delain Samstag: Mötley Crüe, Skunk Anansie, Apocalyptica, Fear Factory, Soulfly, Sabaton Sonntag: Iggy and the Stooges, The Cult, Bring Me the Horizon, Dir en grey, The Fab Beatles, CKY |
| Schweden               | Stockholm          | Stora skuggan                 | 7. August            | Iron Maiden, Mötley Crüe, Alice Cooper, Iggy & The Stooges, Slayer, Anthrax, Hammerfall, Imperial State Electric, Warrior Soul |
| Finnland               | Pori               | Kirjurinluoto                 | 7.–8. August         | Iron Maiden, HIM, Alice Cooper, Slayer, Anthrax, The Cult, Iggy & The Stooges, Serj Tankian, Alice in Chains, Volbeat, Apocalyptica |

### 2011
Für das Jahr 2011 waren 12 Festivals angesagt. Das geplante Festival in Bulgarien wurde wegen logistischer Probleme abgesagt.
| Land                   | Stadt     | Ort                           | Datum        | Headliner |
| ---------------------- | --------- | ----------------------------- | ------------ | --- |
| Polen                  | Warschau  | Bemowo Airport                | 10. Juni     | Iron Maiden, Motörhead, Mastodon, Volbeat, Killing Joke, Devin Townsend Project, Hunter, Corruption, Made of Hate |
| Italien                | Imola     | Autodromo Enzo e Dino Ferrari | 25.–26. Juni | 25. Juni: Iron Maiden, Papa Roach, Motörhead, Rob Zombie, Mastodon, Apocalyptica, Bring Me the Horizon, Escape the Fate, Architects, Rise to Remain 26. Juni: Linkin Park, My Chemical Romance, Sum 41, Alter Bridge, The Cult, Guano Apes, Kyuss Lives!, Funeral for a Friend, The Dwarves, The Damned Things, Kids in Glasshouse, Rival Sons |
| Schweden               | Stockholm | Globe Arena Open Air          | 9. Juli      | Slipknot, In Flames, Mastodon, Airbourne, Mustasch, Arch Enemy, Dead by April, Kvelertak, Graveyard, Seventribe |
| Griechenland           | Athen     | Terra Vibe Park               | 17. Juni     | Iron Maiden, Mastodon, Slipknot, Rotting Christ, Moonspell, Gojira, Nightfall, Virus, Need, Total Riot |
| Spanien                | Madrid    | Getafe                        | 16. Juli     | Freitag: Slash, The Darkness, Arch Enemy, Sôber, Gojira, Valient Thorr, Angelus Apatrida, Bullet Samstag: Iron Maiden, Dream Theater, Mastodon, Apocalyptica, Hammerfall, Twisted Sister, Lacuna Coil, Uriah Heep |
| Tschechien             | Prag      | Výstaviště Holešovice         | 11. Juni     | Iron Maiden, Korn, In Flames, Mastodon, Kreator, Misfits, Cavalera Conspiracy, Duff McKagan's "Loaded", Debustrol |
| Schweiz                | Basel     | St. Jakob-Park                | 23.–24. Juni | 23. Juni: Judas Priest, Buckcherry, Duff McKagan's "Loaded", Shakra, The Damned Things, Whitesnake 24. Juni: Iron Maiden, Slipknot, In Flames, Limp Bizkit, Alice Cooper, Mastodon, In Extremo, Mr. Big, Papa Roach, Hatebreed, Kreator, Alter Bridge, Hammerfall, Cavalera Conspiracy, Gojira, Bring Me the Horizon, Escape the Fate, Times of Grace, Gwar, Turisas, Sick Puppies, Cataract, Rise to Remain                                                                     |
| Frankreich             | Amnéville | Snowhall Parc                 | 8.–9. Juli   | Freitag: Slipknot, Airbourne, Dream Theater, Mastodon, Gojira, Bring Me the Horizon, Bukowski, Rise to Remain, Symfonia, Evergrey 26. Juni: Metallica, Megadeth, Slayer, Anthrax, Diamond Head, Papa Roach, Volbeat, Mass Hysteria, Tarja, Loudblast |
| Finnland               | Helsinki  | Kalasatama                    | 2. Juli      | Slipknot, In Flames, Mastodon, Opeth, Sonata Arctica, Hammerfall, Stam1na, Battle Beast, Sylosis, Poisonblack, Revoker, Norther |
| Türkei                 | Istanbul  | Küzükciftlik Park             | 19. Juni     | Iron Maiden, In Flames, Alice Cooper, Mastodon, Slipknot |
| Vereinigtes Königreich | Knebworth | Knebworth House               | 8.–10. Juli  | Apollo Stage: Freitag: Metallica, Megadeth, Slayer, Anthrax, Diamond Head Samstag: Biffy Clyro, Weezer, You Me at Six, Bad Religion, Cavalera Conspiracy, Architects, Sylosis Sonntag: Slipknot, Limp Bizkit, Motörhead, Parkway Drive, Mastodon, Volbeat Saturn Stage: Samstag: The Mars Volta, All Time Low, Sum 41, Kids in Glass Houses, Gallows, Richard Cheese and Lounge Against the Machine Sonntag: Bill Bailey, Opeth, Airbourne, In Flames, House of Pain, Black Tide |

### 2012
2012 wurde das Sonisphere nur an fünf Standorten durchgeführt, wobei es zum ersten Mal kein Festival in Großbritannien gab. Geplant war das Event für den 6. bis 8. Juli, am 29. März wurde es jedoch abgesagt. Die Headliner 2012 waren Metallica, welche jedoch nicht in Frankreich auftraten:
| Land       | Stadt             | Ort                    | Datum       | Headliner |
| ---------- | ----------------- | ---------------------- | ----------- | --- |
| Polen      | Warschau          | Bemowo Airport         | 10. Mai     | Metallica, Machine Head, Black Label Society, Gojira, Acid Drinkers, Hunter, Luxtorpeda |
| Spanien    | Madrid            | Getafe                 | 25.–26. Mai | 25. Mai: Soundgarden, Limp Bizkit, The Offspring, Machine Head, Kyuss Lives!, Paradise Lost, Orange Goblin, Rise to Remain, Kobra and the Lotus, Skindred, Six Hour Sundown 26. Mai: Metallica, Slayer, Evanescence, Mastodon, Within Temptation, Fear Factory, Children of Bodom, Gojira, Clutch, Enter Shikari, Ghost, Vita Imana, Sister |
| Schweiz    | Yverdon-les-Bains |                        | 30. Mai     | Metallica, Slayer, Motörhead, Mastodon, Gojira, Eluveitie |
| Finnland   | Helsinki          | Kalasatama             | 4. Mai      | Metallica, Machine Head, Amorphis, Gojira, Ghost |
| Frankreich | Amnéville         | Snowhall Parc, Galaxie | 7.–8. Juli  | 7. Juli: Faith No More, Machine Head, Marilyn Manson, Meshuggah, Black Stone Cherry, Combichrist, I Killed the Prom Queen, The Kieff's, Incry, Pachuco Cadaver, Lodz 8. Juli: Wolfmother, Soulfly, The Darkness, Lacuna Coil, Armored Saint, Pornqueen                                                                                      |

### 2013
2013 fand das Sonisphere an vier Standorten statt, darunter zwei in Spanien mit identischem Lineup. Die Bands Iron Maiden und Ghost spielten auf allen Veranstaltungen:
| Land       | Stadt     | Ort            | Datum      | Headliner |
| ---------- | --------- | -------------- | ---------- | --- |
| Spanien    | Madrid    | Getafe         | 31. Mai    | Iron Maiden, Danzig, Avantasia, Ghost, Tierra Santa, October File, Red Fang, Voodoo Six |
| Spanien    | Barcelona | Parc del Fòrum | 1. Juni    | Iron Maiden, Danzig, Avantasia, Ghost, Tierra Santa, October File, Red Fang, Voodoo Six |
| Italien    | Mailand   |                | 8. Juni    | Iron Maiden, Megadeth, Mastodon, Ghost, Voodoo Six, Amphitrium |
| Frankreich | Amnéville | Snowhall Parc  | 8.–9. Juni | Iron Maiden, Limp Bizkit, Slayer, Korn, Motörhead, Mastodon, Airbourne, Stone Sour, Trust, Children of Bodom, Sabaton, Behemoth, Bring Me the Horizon, Amon Amarth, Dragonforce, Ghost, Epica, Headcharger, Dagoba |

### 2014
| Land                   | Stadt     | Ort              | Datum      | Headliner                                        |
| ---------------------- | --------- | ---------------- | ---------- | ------------------------------------------------ |
| Deutschland            | Hamburg   | Volksparkstadion | 4. Juni    | Metallica, Slayer, Mastodon, Ghost               |
| Schweiz                | Basel     | St. Jakob-Park   | 4. Juli    | Metallica, Alice in Chains, Airbourne, Kvelertak |
| Vereinigtes Königreich | Knebworth | Knebworth House  | 4.–6. Juli | Metallica, Iron Maiden, The Prodigy              |

### 2015
| Land    | Stadt | Ort            | Datum   | Headliner                                              |
| ------- | ----- | -------------- | ------- | ------------------------------------------------------ |
| Schweiz | Biel  | Strandbad Biel | 6. Juni | Muse, Incubus, The Hives, Black Veil Brides, Bonaparte |

### 2016
| Land    | Stadt  | Ort     | Datum            | Headliner                                                                        |
| ------- | ------ | ------- | ---------------- | -------------------------------------------------------------------------------- |
| Schweiz | Luzern | Allmend | Freitag, 3. Juni | Iron Maiden, Sabaton, Tremonti, Gojira, The Raven Age, The Wild Lies.            |
| Schweiz | Luzern | Allmend | Samstag, 4. Juni | Rammstein, Slayer, Apocalyptica, Anthrax, Powerwolf, The Shrine, Shakra, tuXedoo |